# Леонардо де Деус
Леонардо Гомес де Деус (порт. Leonardo Gomes de Deus; Кампо Гранде, 18. јануар 1991) бразилски је пливач чија специјалност су трке делфин стилом на 200 метара. 

## Спортска каријера
Де Деус је такмичарску каријеру на међународној сцени започео током 2010. учешћем на Играма Јужне Америке у колумбијском Медељину где је успео да освојио три медаље, злата на 200 делфин и 200 леђно и сребро у штафети 4×200 слободно. У децембру исте године по први пут је наступио и на светском првенству у малим базенима. 
Највеће успехе у каријери остварио је на Панамеричким играма на којима је освојио укупно 9 медаља, од чека 4 златне. На светским првенствима је дебитовао у Шангају 2011, а прво финале испливао је тек у Квангџуу 2019. где је у трци на 200 делфин завршио као укупно седмопласирани такмичар. 
Такмичио се и на олимпијским турнирима у Лондону 2012. и Рију 2016. године. 